# Serie larga de eclipses
Es conocido que en 223 lunaciones sinódicas se producen 242 revoluciones draconíticas. Se cumple: 242D=223S con una discrepancia es solo 0,0355 días es decir 0 h 51 m 12 s.
Es decir, si en un Saros un eclipse ocurriese en el nodo, en el siguiente, la posición del Sol solo ha variado en 28,2' de arco, menos que un diámetro solar.
Se llama eclipse homólogo, a los eclipses que en Saros consecutivos, ocurren en la misma lunación numerada de 1 a 223 y en condiciones casi idénticas.
El eclipse homólogo persiste en la serie Saros durante unos 67 periodos lo que le permite cruzar la banda de 31°,48 de eclipse seguro o considerando la totalidad hasta 74 periodos o unos 1200 años.
Se llama serie larga a la evolución de los eclipses homólogos a lo largo de los distintos periodos Saros.
El eclipse es creciente si va aumentando su fase durante la evolución y decreciente si va disminuyéndola. Un eclipse de Luna crece en una serie larga si el medio del eclipse ocurre antes de la Luna Llena, por el contrario decrece si el medio del eclipse ocurre después de la Luna Llena.
La evolución de un eclipse de 28' es una media, depende de si el eclipse ocurre en verano o invierno, en el Hemisferio Norte, (en el Hemisferio Sur la conclusión sería al revés). Dado que la marcha del Sol es mayor en enero (perihelio) que en julio (afelio), los eclipses evolucionan solo 6' en enero y llegan a los 48' en julio.
Los eclipses en el Hemisferio Norte evolucionan de un Saros a otro lentamente si ocurren en Invierno, mientras evolucionan rápidamente en verano.
A lo largo de los periodos Saros, los eclipses nacen, si no hay un eclipse homólogo en el Saros anterior y mueren cuando no hay un eclipse homólogo en el Saros posterior. La vida de un eclipse en el Saros es de unos 1200 años. El número de nacimientos y defunciones no se compensan y la riqueza del Saros evoluciona con un periodo de 590 años.
- Datos: Q6125869